# Войтов, Дмитрий Фёдорович
Дмитрий Фёдорович Войтов (22.03.1922 — 20.03.2002) — советский военнослужащий, участник Великой Отечественной войны, полный кавалер ордена Славы, разведчик 213-го гвардейского стрелкового полка 71-й гвардейской стрелковой дивизии 6-й гвардейской армии 1-го Прибалтийского фронта, гвардии старший сержант — на момент последнего представления к награждению орденом Славы.

## Биография
Родился в деревне Старина Мстиславского района Могилёвской области Белоруссии. Белорус.
В мае 1941 года был призван в Красную Армию Мстиславским райвоенкоматом. Участник Великой Отечественной войны с августа 1941 года. Воевал на Западном, 3-м Белорусском, 2-м и 1-м Прибалтийских фронтах. Освобождал будущий город-герой Смоленск и родную Белоруссию. Первые два ордена Славы разведчик получил за героизм, проявленный в ходе боёв на родной земле Белоруссии.
22 марта 1944 года в районе деревни Глуховка гвардии красноармеец Войтов в составе группы разведчиков выполнял задание командование по установлению огневых средств. Войтов первым ворвался в траншею, уничтожив в рукопашной схватке 4 противников. Под огнём противника вынес тяжело раненого командира взвода. Был представлен командиром полка к награждению орденом Красной Звезды. Командир дивизии изменил статус награды.
Приказом по 71-й гвардейской стрелковой дивизии от 4 апреля 1944 года за мужество и отвагу проявленные в боях гвардии красноармеец Войтов Дмитрий Фёдорович награждён орденом Славы 3-й степени.
Во время проведения операции «Багратион» гвардии красноармеец Войтов вновь проявил себя, как разведчик.
25 июня 1944 года преследуя отступающего противника в районе деревни Дрозды гвардии красноармеец Войтов ворвался в боевые порядки врага, уничтожил двух противников и двух взял в плен. 30 июня действуя в тылу противника в составе разведгруппы уничтожил 5 противников и штабную машину, захватил ценные документы.
Приказом по 6-й гвардейской армии от 31 июля 1944 года за мужество и отвагу проявленные в боях гвардии красноармеец Войтов Дмитрий Фёдорович награждён орденом Славы 2-й степени.
20 февраля 1945 года гвардии старший сержант Войтов в наступательном бою у деревни Кери выдвинулся впереди боевых порядков пехоты и уничтожил вражескую точку. На следующий день первым ворвался в другую деревню, гранатами уничтожил трех противников и одного взял в плен. 4 марта первым ворвался во вражескую траншею гранатами уничтожил вражеский пулемет и взял в плен двух противников.
За эти бои был вновь представлен к награждению орденом Славы 2-й степени. По чьему то недосмотру сведения о предыдущем награждению орденом Славы 2-й степени в наградном листе не были указаны.
Приказом по 6-й гвардейской армии от 17 апреля 1945 года за мужество и отвагу проявленные в боях гвардии красноармеец Войтов Дмитрий Фёдорович награждён орденом Славы 2-й степени повторно.
За годы войны опытный разведчик гвардии старшина Дмитрий Войтов захватил и доставил в штаб своего 213-го стрелкового полка тринадцать «языков».
Демобилизовавшись из армии, бывший разведчик, имевший три ордена Славы, но два из которых были одной степени, в послевоенные годы не мог «пробить» бюрократические стены, чтобы восстановить справедливость и гордо именоваться «Кавалер ордена Славы трёх степеней».
Приказом министра обороны Российской Федерации от 13 сентября 1996 года № 535 старшина в отставке Войтов Дмитрий Фёдорович, в порядке перенаграждения, награждён орденом Славы 1-й степени. Стал кавалером ордена Славы трёх степеней.
Орден Славы I степени был вручён ему по месту жительства — в городе Жодино Минской области Белоруссии.
Заслуженный ветеран скончался 20 марта 2002 года. Похоронен в д. Славное (Мстиславский район Могилёвской области).

## Награды
Награждён орденами Отечественной войны I степени, Славы I, II, III степени, медалями.
15 апреля 1999 года Указом Президента Республики Беларусь был награждён Орденом «За службу Родине» III степени.